# Монастырь Святого Дионисия Олимпского
Монастырь Святого Дионисия Олимпского (греч.  Μονή του Αγίου Διονυσίου του εν Ολύμπω ) — один из старейших греческих монастырей в Центральной Македонии, центр греческого православия и просвещения, а также повстанческой деятельности греков-македонян.
Расположен на северном склоне Олимпа, на высоте 900 м от уровня моря, на укреплённом природой месте, между двумя горными реками и находится в 18 км от города Литохоро.

## Создание монастыря
Старый Монастырь был создан около 1542 года преподобным Дионисием Олимпским, при патриархе Иеремии II (1522—1546).
Вероятно монастырь построен на месте раннее существовавшего византийского монастыря, о чём свидетельствует найденная надпись 1438 года.
Святой, возвращаясь с Пелиона, получил от местного турецкого бея разрешение на строительство монастыря. Боле того, турок передал ему окрестности монастыря в собственность.
Дионисий Олимпский построил кельи, часовни и мельницы и позаботился о обогащении монастыря реликвиями, иконами (он сам был иконописцем), библиотекой и написал каноны функционирования монастыря.
Вскоре за ним в монастырь последовали многие монахи, в силу распространившихся слухов о деяниях Святого и его скромной христианской жизни.
Через 35 лет после создания монастыря, Феодосий Зигомала (1544—1607) писал католическому миссионеру Стефану Герлаху: Там, в Македонии, на горе Олимп, есть монастырь Святой Троицы с 200 монахами..
Святой Дионисий развернул свою деятельность в более обширной области Олимпа, преподавая, исповедовая и поддерживая освободительное движение, что подтверждает его биограф, Дамаскинос Рединис.
Располагаем датой смерти Святого (23 января), но не совсем ясно какого года. Святой был похоронен в левой часовне кафоликона монастыря.

## Слава монастыря
После смерти Дионисия слава монастыря вышла за границы Фессалии и Македонии и дошла до России. Это подтверждается сохранившимся в монастыре посланием от русского двора, датированное 13 июня 1692 года. Согласно посланию, монахам Олимпа разрешалось проводить сбор пожертвований в России, при условии принесения для поклонения честной главы Св. Дионисия. Многие монастыри и храмы Северного Эпира были украшены росписями и иконами иконописцев-монахов Олимпа. Некоторые посвящения в ризнице монастыря написаны на румынском языке, что указывает на то, что слава монастыря достигла тогдашних Дунайских княжеств.

## Греческая революция
История монастыря в 17-м и 18-м веках остаётся в тени.
В 1790-91 годах монастырь был разрушен пожаром, как это было отмечено в переписке монахов монастыря с епископом Кампании (западнее Салоник) Теофилом (1715—1793).
Монастырь был одной из баз клефтов Олимпа, в силу чего неоднократно подвергался налётам албанцев Али-паши и турок.
В годы Греческой революции 1821 года монастырь был осаждён турками и албанцами и после трёхдневной осады был взят ими ограблен и сожжён.
С пожаром и грабежом была уничтожена бо́льшая часть библиотеки, реликвий и имущества монастыря.
Игумен монастыря Мефодий (Палиурас) с 12 монахами был отвезен в Ларису, где все они были повешены.
В последующие годы Освободительной войны (1821—1829) монастырь оставался заброшенным.

## Македонское восстание 1878 года

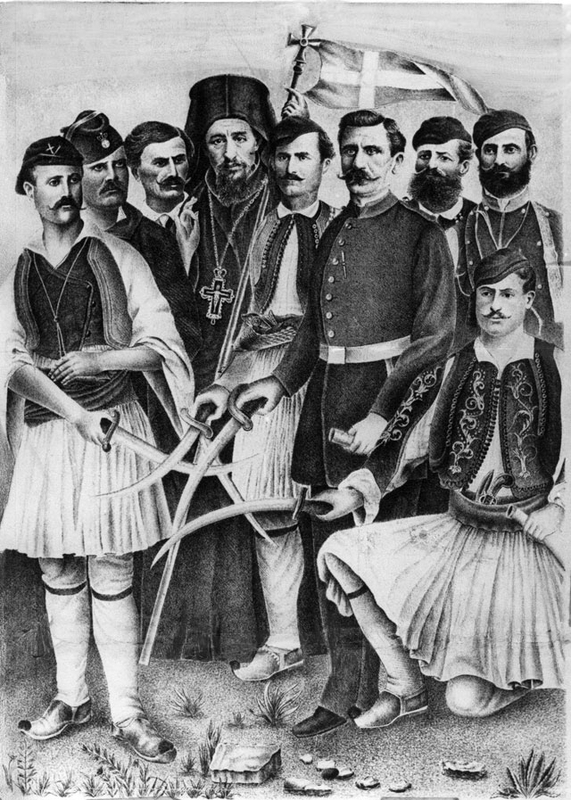
Епископ Николай I Китрский среди руководителей восстания

В 1836 году, с получением султанского фирмана, монастырь был восстановлен. При восстановлении, в результате несчастного случая, сгорела южная сторона монастыря, которая в том же году была восстановлена усилиями игумена Дамиана.
Сан-Стефанский мир 1878 года, завершивший русско-турецкую войну (1877—1878), игнорировал греческие интересы, предусматривал создание «Великой Болгарии», «которая», согласно Дакину, «сама не приложила особых усилий для получения своей свободы» и включение в новое государство греческих, с точки зрения Греции и греков, городов Македонии и Западного Причерноморья.
Греческое население Македонии, принявшее участие во всех греческих революциях с 1770 года и жаждущее воссоединения с Грецией пришло в движение.
15 февраля 1878 года 500 революционеров-македонян, проживавших в эмиграции в Греческом королевстве, высадились на побережье города Литохоро с кораблей «Византий» и «Идра».
Возглавляли отряд, громко именуемый «Армия Олимпа» лейтенант Думпиотис, Космас, потомки героического рода Лазосов, Толиос и Яннакис Лазос, уже 80-летний к тому времени ветеран Греческой революции 1821 года Захилас, Георгиос и Влахавас-младший. В монастырь Святого Дионисия были доставлены боеприпасы. 2.500 мужчин стеклись туда, желая принять участие в восстании. Оружия для всех не хватало и 2.000 бойцов оставались безоружными .
Монастырь стал первой ставкой т. н. «Временного правительства Македонии», членом которого стал епископ Николай I Китрский.
Повстанцы заняли Литохоро.
После первоначальных успехов, с подходом многотысячных турецких подкреплений, повстанцы стали отступать.
С подавлением восстания в монастырь стеклись тысячи беженцев, женщин и детей, из Литохоро.
С приближением турок к монастырю, монахи сами уничтожили церковные реликвии, чтобы они не попали в руки турок.
Несмотря на поражение, Пиерийское восстание усилило дипломатическую позицию Греции на Берлинском конгрессе, который подверг ревизии Сан-Стефанский мир.
Македония не была включена в состав нового болгарского государства, что совпадало с позицией и других европейских государств.

## В последующие годы
Монахи монастыря оказывали помощь греческим иррегулярным отрядам во время странной кратковременной греко-турецкой войны 1897 года и в годы Борьбы за Македонию.
Регион Олимпа был освобождён греческой армией в 1912 году, во время Первой Балканской войны.
До 1928 года монастырь был ставропигийным, то есть прямым образом был зависим от Вселенского патриарха.
В 1928 году перешёл в ведомство патриаршьих т. н. «Новых стран», по существу в управление Элладской православной церкви.
В июне 1936 года в монастыре был проведен Первый Панэллинский Альпинистский съезд, в присутствии почётного председателя Греческого альпинистского союза, наследного принца Павла.

## Последнее разрушение
В годы тройной, германо-итало-болгарской, оккупации Греции (1941—1944), монахи оказывали поддержку партизанам Народно-освободительной армии Греции.
Как следствие этого, монастырь был полностью разрушен немецкими войсками (уцелела только обитель игумена).
После войны монастырь был перенесен в монастырское подворье Скала, недалеко от Литохоро, которое существовало с 18-го века и упоминается в сигилии Вселенского патриарха 1753 года.

## Монастырь сегодня
40°07′04″ с. ш. 22°29′03″ в. д.
Сегодня этот мужской (новый) монастырь  имеет 24 монахов и возглавляется архимандритом Максимом Кирицисом.
Кафоликон Успения Богородицы построен в 1950 году.
Иконы иконостаса кафоликона выполнены греческим художником и иконописцем Фотисом Кондоглу.
В монастыре, в недавно обновлённом здании постройки 1860 года, функционирует новая ризница (Церковный Византийский Музей), который официально был открыт Вселенским патриархом Варфоломеем, 29 мая 1999 года.
В нём хранятся церковные реликвии большой художественной и исторической ценности, включая иконы XV-XIX веков, патриаршьи сигилии, расшитые церковные одежды, патриаршьи кресты, старые рукописи.
Монастырь скрупулёзно следует святогорским канонам и женщины причащаются в внешнем кафоликоне монастыря (доступ женщин в сам монастырь не разрешается).
Недалеко от сегодняшнего монастыря находится местность Мили (Μύλοι), которая получила своё имя от водяной мельницы. Мельница и по сегодняшний день находится в рабочем состоянии и здесь образовано место для отдыха посетителей.
Монастырь отмечает память Святого Дионисия 23 июня.
Также 14 сентября проводится местное празднество Воздвижения Креста на развалинах старого монастыря Святого Дионисия.